# Гладстоун (град, Орегон)
Гладстоун (на английски: Gladstone) е град в окръг Клакамас, щата Орегон, САЩ. Гладстоун е с население от 12200 жители (2007) и обща площ от 6,5 km². Намира се на 17,37 m надморска височина. ЗИП кодът му е 97027, а телефонният му код е 503.